# Darren Dennehy
Darren Dennehy (Kerry, 21 settembre 1988) è un calciatore irlandese, difensore del Cork City.

## Carriera
Ha disputato quattro partite di qualificazione all'Europeo Under-21 del 2011.